# Język erromintxela

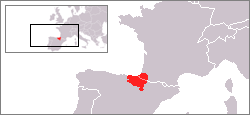
Położenie prowincji baskijskich w Hiszpanii i Francji

Język erromintxela ([eromintʃela] ( odsłuchaj)) – język charakterystyczny dla grupy Romów mieszkających w Baskonii, którzy również nazywają się Erromintxela. Czasami nazywany caló Basków lub errumantxela w języku angielskim; caló vasco, romaní vasco lub errominchela w języku hiszpańskim; i euskado-rromani lub euskado-romanii w języku francuskim. Chociaż szczegółowe opisy języka istnieją od końca XIX wieku, badania lingwistyczne rozpoczęto dopiero w latach 90. XX wieku.
Mniejszość Erromintxela to potomkowie XV-wiecznej fali Kełderaszy, która dotarła do Baskonii przez Francję. Zarówno etnicznie, jak i językowo, różnią się od Romów posługujących się językiem Caló w Hiszpanii i Kaskarotuaków z północnego Kraju Basków. Erromintxela jest językiem mieszanym (w lingwistyce romskiej określanym jako pogadialekt), wywodzącym większość swojego słownictwa z języka romskiego, ale używającym gramatyki baskijskiej, analogicznie do sposobu, w jaki język Romów w Anglii łączy słownictwo romskie z angielską gramatyką. Rozwojowi języka mieszanego był ułatwiony dzięki niezwykle głębokiej integracji ludu Erromintxela ze społeczeństwem baskijskim i wynikającej z tego dwujęzyczności w języku baskijskim. Jego znajomość jest w zaniku; większość z prawdopodobnie 1000 pozostałych mówców żyje na wybrzeżu Labourd lub w górzystych regionach Soule, Navarre, Gipuzkoa i Biscay.